# جنگل‌های مرطوب حاره‌ای ساموآ
جنگل‌های مرطوب حاره‌ای ساموآ (انگلیسی: Samoan tropical moist forests) بوم‌ناحیه‌ای از نوع جنگل‌های پهن‌برگ مرطوب حاره‌ای و جنب‌حاره‌ای در جزایر ساموآ در اقیانوس آرام است.
حدود ۳۰ درصد از تنوع زیستی ساموآ از نوع بوم‌زادی است که فقط در ساموآ یافت می‌شود. با گونه‌های جدیدی که همچنان کشف می‌شوند، از جمله دو پروانه جدید در سال ۲۰۰۹ و ماهی‌های آب شیرین که گونه جدیدی برای علم بوده، تعداد گونه‌های بوم‌زادی ساموآ رو به افزایش است. این کشور با وجود این که ۸۵ بار کوچک‌تر از نیوزیلند است، گونه‌های بومی سرخس و پروانه بیشتری نسبت به نیوزیلند دارد.